# Гиллард, Стюарт
Стю́арт Ги́ллард (англ. Stuart Gillard; род. 28 апреля 1950, Coronation, Альберта) — канадский режиссёр кино и телевидения, актёр кино и телевидения, кино- и телесценарист, телепродюсер.

## Биография
Стюарт Томас Гиллард родился 28 апреля 1950 года в городке Коронейшен (Альберта, Канада).
Окончил Альбертский университет, затем, пройдя огромный конкурс, смог поступить в Национальную театральную школу Канады. Вскоре Гилларда пригласили в Вашингтонский университет (город Сиэтл, штат Вашингтон, США), где он стал одним из основателей профессиональной актёрской труппы этого вуза. После этого успеха Гилларда пригласили в Голливуд.
С 1972 года начал сниматься в кино, и появлялся на экранах до 1988 года (в 2014 году также было краткое гостевое появление в сериале «Красавица и чудовище»). С 1976 года известен как сценарист, писал сценарии до 1993 года (в 2001 году также написал сценарии для двух эпизодов сериала «Все души»). С 1982 года по настоящее время известен как режиссёр и продюсер.
3 ноября 1990 года Гиллард женился. По состоянию на 2018 год, Стюарт Гиллард живёт в поселении Монтесито (Калифорния) с женой и детьми. Его жену зовут Мэрилин Маджерщик (англ. Marilyn Majerczyk), в конце 1980-х годов она имела некоторую известность как продюсер пяти фильмов серии «Тени любви».

## Награды и номинации
- 1975 — Премия Академии канадского кино и телевидения[англ.] в категории «Лучший актёр» за роль в фильме «Зачем раскачивать лодку?[англ.]» — победа.
- 1976[англ.] — Прайм-таймовая премия «Эмми» в категории «Лучший сценарий для комедийного, варьете- или музыкального сериала» за сценарий к варьете-шоу «Комедийный час Сонни и Чера[англ.]» — номинация.
- 1990[англ.] — Премия «Джемини» в категории «Лучшая режиссура драматического или комедийного сериала» за режиссуру эпизодов сериала «Дорога в Эйвонли» — победа.
- 1995 — CableACE Award в категории «Лучшая режиссура драматического сериала» за режиссуру эпизода «Песчаные короли» сериала «За гранью возможного» — победа.
- 2005[англ.] — Премия Гильдии режиссёров Америки в категории «Выдающееся режиссёрское достижение в детской программе» за режиссуру фильма «Поверь в себя[англ.]» — победа.
- 2011[англ.] — Премия Гильдии режиссёров Америки в категории «Выдающееся режиссёрское достижение в детской программе» за режиссуру фильма «Школа Авалон» — номинация.
- 2013[англ.] — Премия Гильдии режиссёров Америки в категории «Выдающееся режиссёрское достижение в детской программе» за режиссуру фильма «Девочка против монстра» — номинация.

## Избранная фильмография
Режиссёр
См. также категорию Фильмы Стюарта Гилларда
- 1982 — Рай / Paradise
- 1987 — Диснейленд[англ.] / Disneyland (эпизод The Return of the Shaggy Dog)
- 1989—1991 — Приграничный городок[англ.] / Bordertown (14 эпизодов)
- 1990 — Человек по имени Сержант[англ.] / A Man Called Sarge
- 1990, 1992 — Дорога в Эйвонли / Road to Avonlea (5 эпизодов)
- 1993 — Черепашки-ниндзя 3 / Teenage Mutant Ninja Turtles III
- 1994 — Одинокий Голубь[англ.] / Lonesome Dove: The Series (эпизод Wild Horses)
- 1995, 1999 — За гранью возможного / The Outer Limits (эпизоды «Песчаные короли», «Угол глаза[англ.]» и «Пелена[англ.]»
- 1996 — Полтергейст: Наследие / Poltergeist: The Legacy (эпизод The Fifth Sepulcher)
- 1997 — Человек-ракета / RocketMan
- 1998 — Тварь / Creature
- 1998 — Наследие[англ.] / Legacy (эпизод The Gift)
- 2000 — Секретные агенты / M.I. High (эпизод TKO Henry)
- 2001 — Все души[англ.] / All Souls (5 эпизодов)
- 2002 — Призрачная команда / The Scream Team
- 2002—2003, 2005—2006 — Зачарованные / Charmed (5 эпизодов)
- 2003 — Не тормози![англ.] / Kart Racer
- 2003 — Чудо на площадке / Full-Court Miracle
- 2004 — Поверь в себя[англ.] / Going to the Mat
- 2004 — Преступления моды / Crimes of Fashion
- 2005 — Друг семьи[англ.] / A Friend of the Family
- 2005 — Ведьмы-близняшки / Twitches
- 2006 — Посвящение Сары[англ.] / The Initiation of Sarah
- 2006, 2008 — Холм одного дерева / One Tree Hill (4 эпизода)
- 2007 — Ведьмы-близняшки 2 / Twitches Too
- 2008 — Золотой лёд 3: В погоне за мечтой[англ.] / The Cutting Edge: Chasing the Dream
- 2008 — Военные игры 2 / WarGames: The Dead Code
- 2009 — Пит в перьях / Hatching Pete
- 2009—2013 — 90210: Новое поколение / 90210 (20 эпизодов)
- 2010 — Боги речного мира / Riverworld
- 2010 — Школа Авалон / Avalon High
- 2011 — Двойник / Ringer (эпизод That’s What You Get for Trying to Kill Me)
- 2012 — Девочка против монстра / Girl vs. Monster
- 2013 — Доктор Эмили Оуэнс / Emily Owens, M.D (эпизод Emily and… The Car and the Cards)
- 2013—2016 — Красавица и Чудовище / Beauty & the Beast (12 эпизодов)
- 2015, 2017 — Девственница Джейн / Jane the Virgin (2 эпизода)
- 2016—2017 — Завтра не наступит / No Tomorrow (3 эпизода)
- 2016—2017 — Царство / Reign (2 эпизода)
- 2017 — н. в. — Спасение / Salvation (4 эпизода)

Актёр
- 1973 — Фактор Нептуна[англ.] / The Neptune Factor — Фил Брэдли, водолаз
- 1974 — Зачем раскачивать лодку?[англ.] / Why Rock the Boat? — Барнс, журналист
- 1978 — Трое — это компания / Three’s Company — Нил (в эпизоде Home Movies)
- 1978 — Кулак / F.I.S.T. — Фил Талбот
- 1980 — Вирус / 復活の日 — доктор Эд Мейер
- 1981 — Порог[англ.] / Threshold — Дик Геттс
- 1984 — Рисуй![англ.] / Draw! — доктор Уэст
- 1985 — Проводя время[англ.] / Doin' Time — сенатор Ходжкинс
- 1988 — Год в жизни[англ.] / A Year in the Life — Джин (в эпизоде The Politics of Being)
- 1988 — Тени любви: Полуночное волшебство[англ.] / Shades of Love: Midnight Magic — Кевин Брокнер
- 2014 — Красавица и чудовище / Beauty & the Beast — всадник 1840 (в эпизоде  Déjà Vu)

Сценарист
- 1976—1977 — Комедийный час Сонни и Чера[англ.] / The Sonny & Cher Comedy Hour (33 эпизода)
- 1977 — Трое — это компания / Three’s Company (эпизод Chrissy’s Night Out)
- 1978 — Кварк[англ.] / Quark (эпизод The Good, the Bad, and the Ficus)
- 1978 — Капитан и Теннайл[англ.] на Гавайях / The Captain and Tennille in Hawaii
- 1980 — Морк и Минди / Mork & Mindy (эпизод Gunfight at the Mor-Kay Corral)
- 1982 — Если бы ты мог видеть то, что я слышу[англ.] / If You Could See What I Hear
- 1982 — Рай / Paradise
- 1982 — Весенняя лихорадка[англ.] / Spring Fever
- 1985—1987 — Проверьте это![англ.] / Check It Out! (8 эпизодов)
- 1988 — Тени любви: Осень цвета индиго[англ.] / Shades of Love: Indigo Autumn
- 1990 — Человек по имени Сержант[англ.] / A Man Called Sarge
- 1993 — Черепашки-ниндзя 3 / Teenage Mutant Ninja Turtles III
- 2001 — Все души[англ.] / All Souls (2 эпизода)

Продюсер
- 1982 — Если бы ты мог видеть то, что я слышу[англ.] / If You Could See What I Hear (сопродюсер)
- 1985—1987 — Проверьте это![англ.] / Check It Out! (44 эпизода)
- 2001 — Все души[англ.] / All Souls (6 эпизодов; исполнительный продюсер)
- 2009 — Пит в перьях / Hatching Pete (сопродюсер)
- 2009—2011 — 90210: Новое поколение / 90210 (41 эпизод; соисполнительный продюсер)
- 2010 — Школа Авалон / Avalon High (сопродюсер)
- 2013—2016 — Красавица и чудовище / Beauty & the Beast (40 эпизодов; исполнительный и соисполнительный продюсер)
- 2016—2017 — Завтра не наступит / No Tomorrow (13 эпизодов; исполнительный продюсер)
- 2017 — н. в. — Спасение / Salvation (25 эпизодов; исполнительный продюсер)